# Sednoide

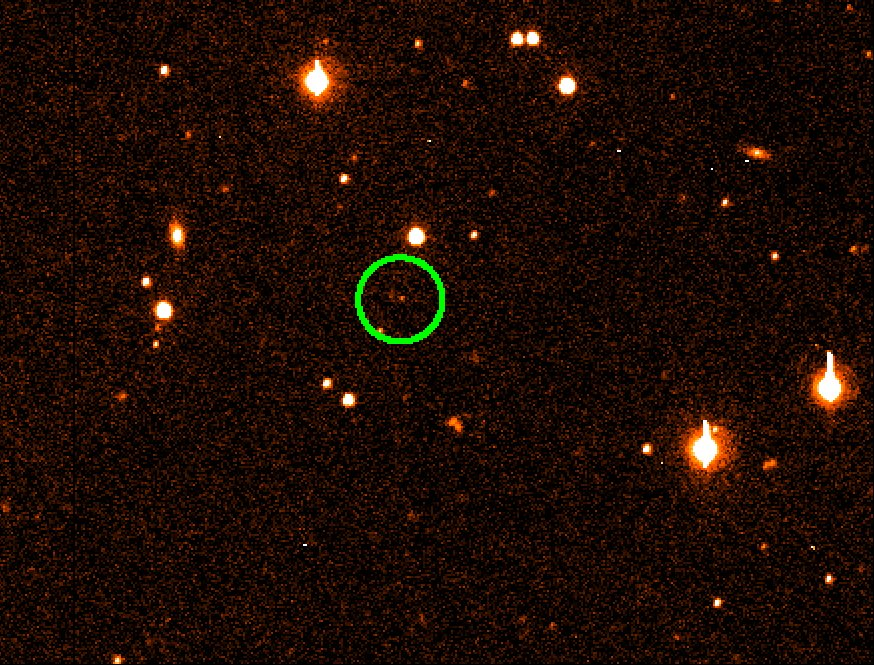
Sedna, o sednoide homônimo e primeiro conhecido

Sednoide é um objeto transnetuniano com um periélio superior a 50 UA e um semieixo maior superior a 150 UA. Apenas quatro objetos são conhecidos desta população, 90377 Sedna, 2012 VP113, Leleākūhonua e 2021 RR205, todos com periélios superior a 75 UA, mas suspeita-se que há muitos mais. Esses objetos estão fora em uma lacuna aparentemente quase vazia no sistema solar a partir de cerca de 50 UA, e não têm nenhuma interação significativa com os planetas. Eles são incluídos com os objetos separados. Alguns astrônomos, como Scott Sheppard, consideram os sednoides como objetos da nuvem de Oort interior (OCOs), embora a Nuvem de Oort interior, ou Nuvem de Hills, foi originalmente previsto para estar além de 2.000 UA, várias vezes acima dos afélios dos dois sednoides conhecidos.
Os sednoides causam muitas confusões porque suas órbitas não podem ser explicadas por perturbações dos gigantes gasosos. Se eles se formaram em seus locais atuais, suas órbitas devem ter sido originalmente circular; caso contrário a acreção (a coalescência de corpos menores para os maiores) não teria sido possível porque as grandes velocidades relativas entre planetesimais teria sido muito perturbador. Suas atuais órbitas elípticas podem ser explicadas por várias hipóteses:
- Esses objetos poderiam ter tido suas distâncias de órbitas e de periélios "elevados" pela passagem de uma estrela próxima, quando o Sol ainda estava incorporado em seu aglomerado estelar aberto.
- Suas órbitas poderiam ter sido interrompido por um corpo do tamanho de um planeta que é ainda desconhecido localizado além do Cinturão de Kuiper.[6]
- Eles poderiam ter sido capturados de outras estrelas através de passagem, muito provavelmente no berçário do Sol.